# 세계은행 그룹
세계은행그룹(世界銀行-, the World Bank Group, WBG)은 5개의 국제 기관들을 통칭하는 말이다. 흔히 세계은행이라고도 하지만 세계은행이라는 기관이 따로 있는 것은 아니다.
세계은행그룹은 회원국에게 경제 개발 및 빈곤 문제 해결에 대한 자문 및 경제적 지원을 담당한다. 세계은행그룹은 비영리 국제 기관이며, 회원국이 공유하는 형태를 취하고 있다. 현재 본부는 미국의 워싱턴 D.C.에 위치하고 있으며, 186개 회원국에는 해당 국 소재의 사무소가 마련되어 있다.
현 총재는 김용이다.

## 같이 보기
- 세계은행
- FRB F5~6